# Borolia confluens
Borolia confluens är en fjärilsart som beskrevs av George Thomas Bethune-Baker 1909. Borolia confluens ingår i släktet Borolia och familjen nattflyn. Inga underarter finns listade i Catalogue of Life.